# Pierre Millière
Pour les articles homonymes, voir Millière.
Ne doit pas être confondu avec Borne milliaire.
Pierre Millière est un entomologiste français, né le 1er décembre 1811 à Saint-Jean-de-Losne (Côte-d'Or) et mort le 29 mai 1887 à Cannes (Alpes-Maritimes).

## Biographie
Après des études primaires et secondaires dans le Jura, Pierre Millière fait des études de pharmacie à Lyon où il obtient son diplôme en 1839. Il n'exercera jamais cette profession et s'associe avec un quincailler de Lyon dont il épouse la fille en 1840, Mr Plassard. Sa femme morte en couche et sa fille décédée peu de temps plus tard, il consacre ses loisirs à l’étude des lépidoptères, initié en cela par Étienne Mulsant. Membre de la société cuviérienne, de la société linéenne de Lyon et la société entomologique de France, il publie ses premiers travaux dès 1851. En 1853, il devient légataire de son associé récemment décédé. Désormais libéré des contraintes financières, il consacre l'entièreté de son temps à sa passion. Après quelques voyages à Hyères en compagnie de son ami entomologiste Charles Théophile Bruand d'Uzelle, il est séduit par la faune entomologique de la région cannoise et s'y installe en 1870 et ce, jusqu'à sa mort,. 
Il est également membre de l’Entomologische Verein zu Stettin (1849), de la Société d’émulation du Doubs (1852), de la Société entomologique de Belgique (1865), de l’Académie des sciences, belles-lettres et arts de Lyon (1882), vice-président de la Société des sciences et arts de Cannes. Il est fait chevalier de l’Ordre des Saints-Maurice-et-Lazare (1867) et décoré de l’Ordre de la Fidélité par le Prince Ferdinand de Saxe-Cobourg et Gotha(1884),.

## Travaux
Il fait paraître, de 1859 à 1874, son Iconographie et description de Chenilles et Lépidoptères inédits (F. Savy, Paris) en trente-cinq parties. Dans cet ouvrage de 1418 pages et 159 planches coloriées avec grand soin, il y décrit de nombreuses nouvelles espèces de macro et microlépidoptères ainsi que leurs chenilles. Si certaines descriptions sont aujourd'hui synonymisées, de nombreuses autres sont toujours valides de nos jours. Afin de constituer cet ouvrage, il se fait envoyer de toute l'Europe des œufs, larves, chrysalides ou imago qu'il étudie. La précision et le sérieux scientifique de son travail sont salués. Cependant ses exigences augmentent le coût de l'ouvrage, le rendant peu accessible. De 1873 et 1886, il publie également Le Catalogue des Lépidopères des Alpes-Maritimes en 2 fascicules et 2 suppléments,.

## Collections
Ses collections de macrolépidoptères et de Pyralidae sont conservées au Palais Coburg de Vienne et l’essentiel de ses microlépidoptères au Muséum national d'histoire naturelle de Paris et une petite partie d’entre eux au Muséum de Leyde Enfin, les Psychides, Talaeporides et Malasina sont attribués à M. Heylaerts de Bréda.